# Oligodon rostralis
Oligodon rostralis — вид змій родини полозових (Colubridae). Описаний у 2020 році.

## Поширення
Ендемік В'єтнаму. Виявлений в нагір'ї Лангбіанг на півдні Аннамських гір.

## Опис
Описаний з типового зразка завдовжки 58,2 см.

## Спосіб життя
Живе у тропічних гірських лісах. Типовий зразок виявлений на межі соснового та вічнозеленого широколистяного лісу. 